# 克氏小鮋
克氏小鮋（学名：Scorpaenodes kelloggi），又名石狗公、石頭魚，为輻鰭魚綱鮋形目鮋亞目鮋科小鮋屬下的一个种，為熱帶海水魚，分布於印度太平洋區，從東非至夏威夷群島、社會群島，北起台灣，南迄澳洲海域，棲息深度6-24公尺，體長可達5公分，棲息在珊瑚礁底層水域，具有毒棘。

## 扩展阅读
- 維基物種上的相關：克氏小鮋